# Sarak
Sarak är en ort i Azerbajdzjan.   Den ligger i distriktet Astara Rayonu, i den södra delen av landet, 230 km söder om huvudstaden Baku. Sarak ligger 2 meter över havet och antalet invånare är 1 603.
Terrängen runt Sarak är kuperad västerut, men österut är den platt. Närmaste större samhälle är Archivan, 3,5 km öster om Sarak.
I omgivningarna runt Sarak växer huvudsakligen savannskog. Runt Sarak är det ganska tätbefolkat, med 192 invånare per kvadratkilometer.